# Reyer Venezia 1973-1974
Questa voce raccoglie le informazioni riguardanti la Reyer Venezia nelle competizioni ufficiali della stagione 1973-1974.

## Stagione
La Canon Reyer Venezia disputa il campionato di Serie A terminando al 4º posto (su 14 squadre) e arrivò ai quarti di finale di Coppa Italia. La stagione fu giocata al Palagoldoni (o Palasport Città di Vicenza) a Vicenza nell'attesa della costruzione del nuovo Palasport dell'Arsenale a Venezia.

## Rosa 1973-74
- Waldi Medeot
- Milani
- Lorenzo Carraro
- Steve Hawes
- Sauro Bufalini
- Guido Barbazza
- Massimo Zanon
- Carlo Spillare
- Stefano Gorghetto
- Alberto Ardessi

Allenatore:
- Tonino Zorzi